# 安格爾鎮區 (明尼蘇達州伍茲湖縣)
安格爾鎮區（英語：Angle Township）是位於美國明尼蘇達州伍茲湖縣的一個行政鎮區，為明尼蘇達州及美國本土最北的鎮區。

## 地方資料
安格爾鎮區的面積為1543.27平方千米，當中陸地面積為323.68平方千米，而水域面積為1219.58平方千米。根據2020年美國人口普查的數據，當地共有人口149人，而人口密度為每平方千米0.1人。